# Viva Communications
Viva Communications Inc. – filipińskie przedsiębiorstwo działające w branży mediowej i rozrywkowej. Zostało założone w 1981 roku, a swoją siedzibę ma w mieście Pasig. Zajmuje się m.in. dystrybucją i produkcją filmów oraz przemysłem telewizyjnym. Do Viva Entertainment należy także wytwórnia muzyczna Viva. 

## Spółki zależne
- Studio Viva
- Ultimate Entertainment
- Viva Films
- Viva International Food and Restaurants, Inc.
  - Botejyu
  - Paper Moon Cake Boutique
  - Pepi Cubano
  - Yogorino
  - Wing Zone
- Viva International Pictures
- Viva Music Group, Inc.
  - Viva Records
  - Vicor Music
  - Ivory Music and Video
- Viva Publishing Group, Inc.
  - Viva PSICOM Publishing Corporation
  - Viva Starmometer Publishing Corporation
  - VRJ Books Publishing
- Viva Video, Inc.

## Podziały
- Viva Artists Agency
- Viva Cable TV
  - Pinoy Box Office
  - Viva Cinema
  - Sari-Sari Channel (współwłaścicielem TV5)
  - Celestial Movies Pinoy (współwłaścicielem Celestial Tiger Entertainment)
  - Tagalized Movie Channel (współwłaścicielem MVP Entertainment)
  - Viva TV (kanał międzynarodowy)
- Viva Digital
  - Oomph TV
  - Vivamax[3]
  - Viva One (dawniej Viva Prime)[4]
- Viva Interactive
- Viva Live
- Viva Sports